# Фудбалски савез Маурицијуса
Фудбалски савез Маурицијуса (Mauritius Football Association) MFA је највише фудбалско тело на Маурицијусу које ради на организовању националног првенства, купа и националног тима.
Савез је основан 1952, а у Светску фудбалску федерацију ФИФА је примљен у 1962, а чланом КАФа Афричке фудбалске конфедерације постала је 1963.
Национална лига се игра од 1935. године. Најуспешнији клубови су Фајер Бригад и Додо са по 13 титула. Куп се игра од 1957, а највише трофеја (11) има Фајер Бригад ..
Прву међународну утакмицу национална репрезентација одиграла је 1947. на Мадагаскару са репрезентацијом Реуниона коју су добили са 2:1.